# Platylister enodis
Platylister enodis är en skalbaggsart som beskrevs av Lewis 1900. Platylister enodis ingår i släktet Platylister och familjen stumpbaggar. Inga underarter finns listade i Catalogue of Life.